# Музей И. А. Бунина (Орёл)
Музей И. А. Бунина — музей русского писателя и поэта, лауреата Нобелевской премии по литературе Ивана Алексеевича Бунина (1870—1953).

## Описание
В середине 1950-х годов, после многолетнего забвения творчества писателя, началось возвращение литературного наследия Бунина на родину. В 1957 году в Музее писателей-орловцев был открыт зал, посвящённый жизни и творчеству И. А. Бунина. В Орле была собрана самая большая бунинская коллекция: материалы из семейного и дореволюционного архивов Бунина, рукописи, письма, документы, книги, личные вещи. Коллекция пополнилась материалами, связанными с жизнью писателя в эмиграции. Из Франции получили личные вещи и мебель из его парижской квартиры, в которой он жил с 1920 по 1953 год. 10 декабря 1991 года в Орле в старинном дворянском особняке в Георгиевском переулке был открыт музей Бунина. Литературно-мемориальная экспозиция рассказывает об этапах творческого пути писателя от корреспондента газеты «Орловский вестник» до классика русской и мировой литературы. В первом зале представлены фотографии семьи Буниных, документы из семейного архива, помещён родовой герб. В других залах выставлены экспозиции, отражающие орловский период жизни, годы жизни в эмиграции, два зала посвящены теме «Литературное наследие Бунина в русской и мировой культуре XX—XXI веков». В музее открыт читальный зал с доступом исследователей к книгам из коллекции С. П. Крыжицкого — американского профессора исследователя бунинского творчества. Музей И. А. Бунина является филиалом музея И. С. Тургенева.
Во время работы в Орле в газете «Орловский вестник» Бунин часто менял своё местожительства. Однажды в письме брату он сообщил свой точный адрес: он написал, что поселился на улице «Воскресенской (ныне Гагарина) в доме Пономарёвой, кв. Шиффер». 22 октября 1970 года на этом доме (ул. Гагарина, д. 3) установили чугунную мемориальную доску с барельефом писателя и надписью: «В этом доме в 1891 г. жил известный русский писатель Иван Алексеевич Бунин».